# Csehi Zoltán (labdarúgó)
Csehi Zoltán (Kalocsa, 1972. július 22. –) magyar labdarúgó. Nagyon változatos a karrierje, mert igazi vándormadár hírében áll. Több magyar klubban is játszott, NB I-ben és NB II-ben is (Nyíregyháza Spartacus, Stadler FC, Debreceni VSC, FC Fehérvár) és több román csapatban is megfordult. Testvérei Csehi István és Csehi Tibor is labdarúgók, Tibor többek közt a Kispest Honvéd, István a Stadler Fc és Nyíregyháza játékosa volt. Unokaöccsük Csehi Tamás.

## Sikerei, díjai
- Magyar bajnokság
  - 3.: 2003–04

## Külső hivatkozások
- Adatlapja az MLSZ.hu-n
- Adatlapja a romaniasoccer.ro-n
- Statisztikája a transfermarkt.co.uk-n
- Statisztikája a focikatalogus.hu-n